# Sofía Olivera
Sofía Victoria Olivera Trakimas (Montevideo, Uruguay; 14 de agosto de 1991), conocida como Sofía Olivera, es una futbolista uruguaya. Juega de arquera en UAI Urquiza de la Primera División de Argentina. Es internacional con la selección de Uruguay.

## Trayectoria
Inició su carrera en Rampla Juniors. Con este equipo ganó el campeonato de 2008. Ese año pasó a Cerro, donde ganó el Campeonato 2012.
En las instancias decisivas de este campeonato tuvo una actuación destacada. En semifinales, contra Nacional, contuvo tres penales en la definición, además de convertir el suyo. En la final, convirtió un penal y un tiro libre en la victoria 5-1 de su equipo.
Además de defender el arco, esta jugadora es conocida por patear penales y tiros libres en sus equipos. Además de lo mencionado en 2012, en 2013 y 2017 convirtió en tandas de penales en etapas decisivas. En 2015 hizo tres goles para Cerro.
En 2016 pasó a Peñarol, donde consiguió varios logros. Fue campeona en 2017 (atajando dos penales en la final), 2018 y 2019. En los tres torneos fue quien tuvo la valla menos vencida. Estos títulos le permitieron jugar por primera vez la Copa Libertadores.
Participó con la selección sub-17 uruguaya en el Sudamericano 2008. Con la selección sub-20 estuvo en los Sudamericanos de 2008 y 2010 y con la mayor fue titular en la Copa América 2018. Ese año jugó en un amistoso contra la selección argentina que finalizó 1-0, en el que le atajó un penal a Mariana Larroquette en el minuto 75. Esta fue la primera victoria uruguaya en el clásico rioplatense femenino en la historia.
Además de su participación en fútbol 11, también juega en el equipo de Peñarol de futsal. En 2019 fue elegida como una de las mejores arqueras de futsal del mundo.
El 20 de enero de 2022 UAI Urquiza hace oficial la llegada de Olivera como refuerzo. El 3 de enero de 2023 renueva su vínculo por un año hasta diciembre de 2023.